# Resultados do Carnaval de Florianópolis em 2016
Resultados do Carnaval de Florianópolis em 2016.

## Escolas de samba

### Grupo Especial
| Colocação | Escola                 | Pontos | Notas     | Ref.  |
| --------- | ---------------------- | ------ | --------- | ----- |
| 1º        | Unidos da Coloninha    | 268,1  | Campeã    | [ 1 ] |
| 2º        | Protegidos da Princesa | 267,5  |           | [ 1 ] |
| 3º        | Copa Lord              | 267,2  |           | [ 1 ] |
| 4º        | Dascuia                | 264,9  |           | [ 1 ] |
| 5º        | Nação Guarani          | 263,0  |           | [ 1 ] |
| 6º        | União da Ilha da Magia | 262,9  | Rebaixada | [ 1 ] |

### Grupo de acesso
| Colocação | Escola                    | Pontos | Nota      | Ref.  |
| --------- | ------------------------- | ------ | --------- | ----- |
| 1º        | Consulado                 | 268,0  | Promovida | [ 1 ] |
| 2º        | Acadêmicos do Sul da Ilha | 265,8  |           | [ 1 ] |
| 3º        | Futsamba Josefense        | 263,6  |           | [ 1 ] |
| 4º        | Império Vermelho e Branco | 258,0  |           | [ 1 ] |

## Grupo de Acesso A
| Colocação | Bloco                  | Pontos | Nota      | Ref.  |
| --------- | ---------------------- | ------ | --------- | ----- |
| 1º        | Jardim das Palmeiras   | 266,8  | Promovida | [ 1 ] |
| 2º        | Amigos do Bom Viver    | 265,2  |           | [ 1 ] |
| 3º        | Unidos do Morro do Céu | 264,5  |           | [ 1 ] |
| 4º        | Amocart                | 263,8  |           | [ 1 ] |
| 5º        | A nossa Turma          | 258,7  |           | [ 1 ] |
| 6º        | Filhos da Lua          | 255,4  |           | [ 1 ] |
| 7º        | Imperadores de Jurerê  | 249,4  |           | [ 1 ] |